# Übernthal
Übernthal ist einer der fünf Ortsteile der Gemeinde Siegbach im mittelhessischen Lahn-Dill-Kreis.

## Geographie
Übernthal liegt, von Wald umgeben, im Gladenbacher Bergland.

## Geschichte

### Ortsgeschichte
Das Dorf wurde 1240 erstmals urkundlich erwähnt. 1781 bauten die Einwohner mitten im Dorf einen Schul- und Kirchsaalbau aus Fachwerk. Heute wird es als Dorfgemeinschaftshaus genutzt. Daneben steht eine ehemalige Kapelle, die seit Jahrhunderten als Backhaus genutzt wird.
Die Aar-Salzböde-Bahn besaß einen Haltepunkt in Übernthal. Der Personenverkehr, der zuletzt mit der Relation Herborn–Hartenrod bedient wurde, endete im Juni 2001. Nachdem Reaktivierungsbemühungen gescheitert waren, wurde die Strecke 2006 abgebaut.
Hessische Gebietsreform (1970–1977)
Die Gemeinde Siegbach fusionierten im Zuge der Gebietsreform in Hessen zum 31. Dezember 1971 freiwillig mit den Gemeinden Tringenstein, Übernthal und Wallenfels zur neuen Gemeinde Siegbach. Ortsbezirke nach der Hessischen Gemeindeordnung wurden nicht errichtet.

### Verwaltungsgeschichte im Überblick
Die folgende Liste zeigt die Staaten und Verwaltungseinheiten, denen Übernthal angehört(e):
- vor 1739: Heiliges Römisches Reich, Grafschaft/Fürstentum Nassau-Dillenburg, Amt Tringenstein[6]
- ab 1739: Heiliges Römisches Reich, Fürstentum Nassau-Diez, Amt Tringenstein
- 1806–1813: Großherzogtum Berg,[Anm. 2] Département Sieg, Arrondissement Dillenburg, Kanton Herborn
- 1813–1815: Fürstentum Nassau-Oranien, Amt Tringenstein
- ab 1816: Herzogtum Nassau,[Anm. 3] Amt Herborn
- ab 1849: Herzogtum Nassau, Kreisamt Herborn[Anm. 4]
- ab 1854: Herzogtum Nassau, Amt Herborn
- ab 1867: Norddeutscher Bund[Anm. 5], Königreich Preußen,[Anm. 6] Provinz Hessen-Nassau, Regierungsbezirk Wiesbaden, Dillkreis[Anm. 7]
- ab 1871: Deutsches Reich, Königreich Preußen, Provinz Hessen-Nassau, Regierungsbezirk Wiesbaden, Dillkreis
- ab 1918: Deutsches Reich (Weimarer Republik), Freistaat Preußen, Provinz Hessen-Nassau, Regierungsbezirk Wiesbaden, Dillkreis
- ab 1932: Deutsches Reich, Freistaat Preußen, Provinz Hessen-Nassau, Regierungsbezirk Wiesbaden, Landkreis Dillenburg
- ab 1933: Deutsches Reich, Freistaat Preußen, Provinz Hessen-Nassau, Regierungsbezirk Wiesbaden, Dillkreis
- ab 1944: Deutsches Reich, Freistaat Preußen, Provinz Nassau, Dillkreis
- ab 1945: Amerikanische Besatzungszone,[Anm. 8] Groß-Hessen, Regierungsbezirk Wiesbaden, Dillkreis
- ab 1946: Amerikanische Besatzungszone, Land Hessen, Regierungsbezirk Wiesbaden, Dillkreis
- ab 1949: Bundesrepublik Deutschland, Land Hessen, Regierungsbezirk Wiesbaden, Dillkreis
- ab 1968: Bundesrepublik Deutschland, Land Hessen, Regierungsbezirk Darmstadt, Dillkreis
- ab 1971: Bundesrepublik Deutschland, Land Hessen, Regierungsbezirk Darmstadt, Dillkreis, Gemeinde Siegbach[Anm. 9]
- ab 1977: Bundesrepublik Deutschland, Land Hessen, Regierungsbezirk Darmstadt, Lahn-Dill-Kreis, Gemeinde Siegbach
- ab 1981: Bundesrepublik Deutschland, Land Hessen, Regierungsbezirk Gießen, Lahn-Dill-Kreis, Gemeinde Siegbach

## Bevölkerung

### Einwohnerstruktur 2011
Nach den Erhebungen des Zensus 2011 lebten am Stichtag dem 9. Mai 2011 in Übernthal 531 Einwohner. Darunter waren 6 (1,1 %) Ausländer.
Nach dem Lebensalter waren 81 Einwohner unter 18 Jahren, 225 zwischen 18 und 49, 117 zwischen 50 und 64 und 108 Einwohner waren älter.
Die Einwohner lebten in 216 Haushalten. Davon waren 48 Singlehaushalte, 57 Paare ohne Kinder und 84 Paare mit Kindern, sowie 27 Alleinerziehende und 3 Wohngemeinschaften. In 36 Haushalten lebten ausschließlich Senioren und in 135 Haushaltungen lebten keine Senioren.

### Einwohnerentwicklung
| Übernthal: Einwohnerzahlen von 1834 bis 2011 | Übernthal: Einwohnerzahlen von 1834 bis 2011 | Übernthal: Einwohnerzahlen von 1834 bis 2011 | Übernthal: Einwohnerzahlen von 1834 bis 2011 | Übernthal: Einwohnerzahlen von 1834 bis 2011 |
| --- | -------------------------------------------- | -------------------------------------------- | -------------------------------------------- | -------------------------------------------- |
| Jahr |                                              |                                              |                                              | Einwohner                                    |
| 1834 | 1834                                         |                                              | 235                                          | 235                                          |
| 1840 | 1840                                         |                                              | 271                                          | 271                                          |
| 1846 | 1846                                         |                                              | 275                                          | 275                                          |
| 1852 | 1852                                         |                                              | 285                                          | 285                                          |
| 1858 | 1858                                         |                                              | 298                                          | 298                                          |
| 1864 | 1864                                         |                                              | 292                                          | 292                                          |
| 1871 | 1871                                         |                                              | 290                                          | 290                                          |
| 1875 | 1875                                         |                                              | 264                                          | 264                                          |
| 1885 | 1885                                         |                                              | 295                                          | 295                                          |
| 1895 | 1895                                         |                                              | 323                                          | 323                                          |
| 1905 | 1905                                         |                                              | 351                                          | 351                                          |
| 1910 | 1910                                         |                                              | 383                                          | 383                                          |
| 1925 | 1925                                         |                                              | 429                                          | 429                                          |
| 1939 | 1939                                         |                                              | 423                                          | 423                                          |
| 1946 | 1946                                         |                                              | 546                                          | 546                                          |
| 1950 | 1950                                         |                                              | 567                                          | 567                                          |
| 1956 | 1956                                         |                                              | 537                                          | 537                                          |
| 1961 | 1961                                         |                                              | 576                                          | 576                                          |
| 1967 | 1967                                         |                                              | 615                                          | 615                                          |
| 1970 | 1970                                         |                                              | 607                                          | 607                                          |
| 1980 | 1980                                         |                                              | ?                                            | ?                                            |
| 1990 | 1990                                         |                                              | ?                                            | ?                                            |
| 2000 | 2000                                         |                                              | ?                                            | ?                                            |
| 2011 | 2011                                         |                                              | 531                                          | 531                                          |
| Datenquelle: Historisches Gemeindeverzeichnis für Hessen: Die Bevölkerung der Gemeinden 1834 bis 1967. Wiesbaden: Hessisches Statistisches Landesamt, 1968. Weitere Quellen: LAGIS; Zensus 2011 |                                              |                                              |                                              |                                              |

### Religionszugehörigkeit
| • 1885: | 295 evangelische (= 100,00 %) Einwohner                           |
| • 1961: | 523 evangelische (= 90,80 %), 28 katholische (= 4,86 %) Einwohner |

## Wirtschaft und Infrastruktur
Im Ort gibt es:
- ein Heimatmuseum[8]
- ein Freizeitzentrum

## Persönlichkeiten
- Erwin Immel (1927–2006), Politiker, ehemaliger Abgeordneter des Hessischen Landtags